# Josephine Martz
Josephine Martz (* 18. August 2000 in Hamburg) ist eine deutsche Schauspielerin und Synchronsprecherin.

## Leben und Karriere
2012 gewann Martz den bundesweiten Vorlesewettbewerb des deutschen Buchhandels in der Gruppe B der Gymnasien. Sie saß unter anderem mit Schauspielerin Laura Berlin, Entertainer Bürger Lars Dietrich und Autor Andreas Steinhöfel im Folgejahr gemeinsam in der Jury des Wettbewerbs. Sie wirkte bei zahlreichen Benefizveranstaltungen des Hamburger Abendblattes und des Thalia Theaters mit.
Martz ist Synchronsprecherin für Werbungen, TV-Produktionen und Kinofilme international. Seit 2017 leiht sie ihre Stimme der Hauptrolle Sarada in Boruto: Naruto Next Generations. 2010 bekam sie die Rolle der Meike Hansen in dem Fernsehfilm Der letzte Patriarch. 2018 spielte sie die Jule in der Serie Die Pfefferkörner. Sie arbeitet zudem als Fotomodel für die Agentur MGM Models.
Vom 22. Oktober 2018 (Folge 1) bis zum 22. März 2019 (Folge 105) spielte sie die Hauptrolle der Maria Brock in der Sat.1-Seifenoper Alles oder nichts. Seither folgten Rollen in verschiedenen Serien, unter anderem in der Amazon-Prime-Produktion Die Discounter.
Josephine Martz wohnt in Hamburg und Berlin. Sie ist die ältere Schwester der Schauspielerin Charlotte Martz.

## Filmografie und Synchronrollen

### Schauspiel
- 2006: Großstadtrevier (Fernsehserie)
- 2008: Bella Block – Falsche Liebe (Fernsehserie)
- 2010: Der letzte Patriarch (Fernsehfilm)
- 2018: Die Pfefferkörner (Fernsehserie, Episode 15x02)
- 2018–2019: Alles oder nichts (Fernsehserie)
- 2020: Der Staatsanwalt (Fernsehserie, Episode 15x05)
- 2021: In aller Freundschaft – Die jungen Ärzte (Fernsehserie, Episode 7x09)
- 2021: Die Discounter (Amazon Prime Miniserie)
- 2021: Das Boot
- 2024: Die Liebeskümmerer
- 2025: SOKO Stuttgart: Rückschläge (Fernsehserie)
- seit 2025: Alles was zählt (Fernsehserie)

### Synchronrollen
- 2007: Naruto Shippuden
- 2008–2011: Lark Rise to Candleford
- 2010: Billy und die Schneemänner
- 2012: Quergelesen
- 2013: Antboy – Der Biss der Ameise
- 2014: Antboy – Die Rache der Red Fury
- 2014: Katharina von Alexandrien
- 2014: Die Schneekönigin
- 2014: Trio
- 2014: Akuma no Riddle
- 2016: Für immer beste Freunde
- 2016: Jessica Darling’s It List
- 2017: Trio
- 2017: Nagi Asu
- 2017–2023: Boruto: Naruto Next Generations
- 2018: The Irregular at Magical Highschool
- 2018: 100% Coco
- 2018: The Detail
- 2019: Cousins fürs Leben
- 2019: Chicago Fire
- 2019: Heartland
- 2019: Spirit
- 2019: All the sins
- 2019: Portrait of a lady in fire
- 2019: Tsuki Ga Kirei
- 2019: Slasher
- 2019: Venice Calling
- 2019: Andi Mack
- 2019: Dangerous Moms
- 2019: Are you afraid of the dark
- 2020: Power Players
- 2020: Ip Man 4
- 2020: Blues Clues & You
- 2020: Die purpurnen Flüsse
- 2020: Gabriel Dropout
- 2020: Selah and the Spades
- 2020: Willkommen bei den Louds
- 2020: Worst Witch
- 2020: Malory Towers
- 2020: Heartland – Paradies für Pferde
- 2020: Grisaia Phantom Trigger[5]
- 2020: Continuum
- 2020: La Jauria
- 2020: Stalk
- 2020: Group Chat
- 2020: Red Screening
- 2021: Sister
- 2021: Group Chat with Annie & Jayden
- 2021: Cave Club
- 2021: AlRawabi School for Girls
- 2021: Hidden Dungeon
- 2021: Gabby’s Dollhouse
- 2021: Loud House
- 2021: Cookie Run: Kingdom
- 2021: Chicago Fire
- 2021: Welcome to the NHK
- 2021: Enchantimals Royal
- 2021: Kings Cup
- 2021: Seance
- 2021: Christmas on Holly Lane
- 2021: Bright: Samurai Soul
- 2021: Barley & Tabby
- 2021: Emily Erdbeer
- 2021: Das Privileg
- 2021: Das Boot
- 2021: The Challenge
- 2021: Hotwheels
- 2021: Paraiso
- 2021: Die Ritter von Castelcorvo
- 2022: Sneakerella
- 2022: In from the cold
- 2022: Wieder 15
- 2022: Child of Kamiari Month
- 2022: The Lake
- 2022: Stranger Things
- 2022: Peaky Blinders
- 2023: Navy CIS: Hawaiʻi für Tristyn Lau als Lani Jones
- 2023: Navy CIS für Sydney Agudong als Kelly
- 2024: The Acolyte für Amandla Stenberg als Mae und Osha Aniseya

## Hörbücher
- 2013: Mein Freund Max – Max geht in den Kindergarten
- 2013: Mein Freund Max – Max geht zum Kinderarzt
- 2014: Mein Freund Max – Max und das gelungene Weihnachten
- 2014: Interview mit dem Weihnachtsmann – Schöne Bescherungen (nach dem Buch von Erich Kästner)
- 2014: Conni – Conni und das Kinderfest
- 2014: Conni – Conni im Zirkus
- 2014: Conni – Conni bekommt Taschengeld
- 2014: Conni – Conni verkleidet sich
- 2014: Conni – Conni und das Klassencamp
- 2015: Conni – Conni geht zum Film
- 2015: Die Olchis – Jagd auf das Phantom
- 2015: Mein Freund Max – Max und der Läusealarm
- 2015: Mein Freund Max – Max im Krankenhaus
- 2013–2020: Die Schule der magischen Tiere
- 2020: Die drei !!!
- 2020: Kati & Azzuro
- 2020: TKKG
- 2021: Frederick und seine Mäusefreunde 2
- 2021: Nintendo Advanced